# 김찬두
김찬두(金燦斗, 1931년 1월 16일~2011년 12월 27일)는 대한민국의 기업인, 정치인이다. 경상북도 영일군(현재의 포항시) 출신이며 호는 철산(鐵山), 본관은 김해이다. 제14대 국회의원을 지냈다.

## 학력
- 부산상업고등학교(현재의 개성고등학교) 졸업
- 국학대학(현재의 고려대학교) 경상학부 경제학과 졸업
- 고려대학교 경영대학원 과정 수료
- 고려대학교 국제대학원 과정 수료
- 러시아 국립경영대학교 경영학 명예 박사 학위 취득

## 주요 경력
- 두원그룹 회장
- 학교법인 두원학원(두원공과대학교, 두원공업고등학교) 설립 및 이사장 역임
- 대한탁구협회 회장
- 전국경제인연합회 이사 및 감사
- 민주정의당 중앙위원회 자원개발분과위원회 위원장
- 신한국당 국책자문위원
- 신한국당 중앙상임위원회 부의장

## 역대 선거 결과
|  | 33.96% |

|  | 38.5% |